# Дрозды (Брестская область)
Дрозды́ (бел. Дразды) — деревня в Барановичском районе Брестской области Белоруссии. Входит в состав Почаповского сельсовета.

## География
Расположена в 46 км по автодорогам к северо-западу от центра Барановичей, в 5 км по автодорогам к северо-западу от центра сельсовета, агрогородка Почапово, невдалеке от границы с Новогрудским районом Гродненской области. Граничит с востока с деревней Большая Своротва.

## История
В 1909 году — деревня Почаповской волости Новогрудского уезда Минской губернии, 9 дворов.
После Рижского мирного договора 1921 года — в составе гмины Почапово Новогрудского повета Новогрудского воеводства Польши. 
С 1939 года — в БССР, в 1940–62 годах — в Городищенском районе Барановичской, с 1954 года Брестской области. Затем — в Барановичском районе.
С конца июня 1941 года по июль 1944 года оккупирована немецко-фашистскими войсками. В 1970 году присоединена деревня Раллы (в 1909 году — 10 дворов и 63 жителя).

## Население
| Численность населения (по переписи) | Численность населения (по переписи) | Численность населения (по переписи) | Численность населения (по переписи) | Численность населения (по переписи) | Численность населения (по переписи) | Численность населения (по переписи) |
| 1909                                | 1921                                | 1959                                | 1970                                | 1999                                | 2009                                | 2019                                |
| ----------------------------------- | ----------------------------------- | ----------------------------------- | ----------------------------------- | ----------------------------------- | ----------------------------------- | ----------------------------------- |
| 129                                 | ↘66                                 | ↘65                                 | ↘43                                 | ↘17                                 | ↘13                                 | ↗14                                 |